# Back to the Egg
Back to the Egg è il nono e ultimo album in studio dei Wings, pubblicato nel 1979.

## Storia
Dopo la pubblicazione di London Town, i Wings avevano perso il prezioso contributo di Jimmy McCulloch alla chitarra e di Joe English alla batteria. McCartney scritturò due sostituti, il chitarrista Laurence Juber e il batterista Steve Holly. Scegliendo un sound marcatamente più grezzo rispetto al soft rock di London Town, McCartney contattò Chris Thomas, che aveva lavorato come produttore nel 1968 ad alcuni brani del White Album ed era, in quel periodo, produttore dei Sex Pistols.
L'ultima line-up dei Wings si riunì nel giugno 1978 nella fattoria di Paul in Scozia per poi spostarsi nel castello di Lympne, nel Kent. Terminate le session, il 3 ottobre McCartney riunì negli Abbey Road Studios una formazione di all-stars del rock, che battezzò Rockestra, e con la quale registrò un paio di pezzi: Rockestra Theme e So Glad To See You Here. Tra i musicisti chiamati da McCartney comparivano: David Gilmour dei Pink Floyd, Pete Townshend dei The Who, Hank Marvin dei The Shadows, John Paul Jones e John Bonham dei Led Zeppelin.
Ansiosi di pubblicare nuovo materiale, i Wings pubblicarono il singolo Goodnight Tonight/Daytime Nightime Suffering, che raggiunse la top ten nelle classifiche mondiali per 10 settimane. Con il ben noto gusto per l'approccio back-to-basics di McCartney, il nuovo album venne intitolato Back to the Egg, allo scopo di sottolineare una nuova era nella carriera dei Wings.
Venne pubblicato in Inghilterra l'8 giugno 1979 dala EMI/Parlophone e l'11 giugno 1979 negli Stati Uniti d'America dalla Columbia Records.

## Registrazione
L'album fu inciso in gran parte dal vivo in studio, ma alcuni brani furono sovraincisi ad Abbey Road: tra questi, Love Awake, con un arrangiamento di ottoni scritto da Martyn Ford e inciso dalla Black Dyke Mills Band. Altri videro l'aggiunta di una sezione fiati, come Arrow Through Me o So Glad to See You Here. Nella prima, McCartney utilizzò un piano elettrico Fender Rhodes, ottenendo la entusiastica reazione di Paul Simon, che si trovava in studio durante l'incisione.

## Accoglienza
| Recensione                     | Giudizio |
| ------------------------------ | -------- |
| AllMusic                       |          |
| Christgau's Record Guide       | C        |
| The Essential Rock Discography | 5/10     |
| MusicHound Rock                | [ 10 ]   |
| Q                              | [ 11 ]   |
| The Rolling Stone Album Guide  | [ 12 ]   |
| Smash Hits                     | 6/10     |
| Ondarock                       | 5/10     |

Il buon successo del singolo Goodnight Tonight non venne tuttavia bissato dal LP vero e proprio. La critica considerò l'album un tentativo macchinoso e senza senso. La recensione di Rolling Stone dell'epoca ad opera di Timothy White fu particolarmente crudele, in quanto definì l'album: «just about the sorriest grab bag of dreck in recent memory» ("La merda più desolante di recente memoria").
Nonostante le critiche negative e le vendite inferiori alle aspettative (Back to the Egg raggiunse solo il numero 6 in Inghilterra e il numero 8 negli Stati Uniti d'America rimanendovi appena 15 settimane), l'album venne comunque eletto disco di platino.
L'album è stato ripubblicato nella Paul McCartney Collection del 1993 con l'aggiunta di alcune tracce bonus.
Nel 2007 è stato reso disponibile per il download digitale da iTunes con l'aggiunta di una "disco remix version" di Goodnight Tonight di 7 minuti di durata pubblicata in precedenza sulla versione 12" del singolo.

## Tracce
Tutti i brani composti da Paul McCartney, eccetto dove segnalato.

### Tracce standard

#### Lato A
1. Reception – 1:06
2. Getting Closer – 3:22
3. We're Open Tonight – 1:29
4. Spin It on – 2:13
5. Again and Again and Again – 3:34 (Denny Laine)
6. Old Siam, Sir – 4:11
7. Arrow Through Me – 4:37

#### Lato B
1. Rockestra Theme – 2:35
2. To You – 3:12
3. After The Ball/Million Miles – 4:00
4. Winter Rose/Love Awake – 4:57
5. The Broadcast – 1:29
6. So Glad to See You Here – 4:20
7. Baby's Request – 2:49

### Tracce Bonus (Edizione rimasterizzata del 1993)
- Daytime Nightime Suffering (Lato B del singolo Goodnight Tonight, 23/3/1979) - 3:20
- Wonderful Christmastime (Singolo attribuito a Paul McCartney, 16/11/1979) - 3:45
- Rudolph The Red-Nosed Reggae (Lato B di Wonderful Christmastime) - 1:46

## Formazione
- Paul McCartney - voce, basso, pianoforte
- Linda McCartney - tastiere, cori
- Denny Laine - voce, chitarra, cori
- Laurence Juber - chitarra
- Steve Holley - batteria

### Altri musicisti
Oltre ai componenti dei Wings, nei brani Rockestra Theme e So Glad to See You Here, sotto la denominazione Rockestra figurano:
- Bruce Thomas - basso
- John Paul Jones - basso, pianoforte
- Ronnie Lane - basso
- John Bonham - batteria
- Kenney Jones - batteria
- David Gilmour - chitarra
- Hank Marvin - chitarra
- Pete Townshend - chitarra
- Gary Brooker - pianoforte
- Tony Ashton - tastiere
- Morris Pert - percussioni
- Ray Cooper - percussioni
- Speedy Acquaye - percussioni
- Tony Carr - percussioni
- Howie Casey - fiati
- Steve Howard - fiati
- Thaddeus Richard - fiati
- Tony Dorsey - fiati